# Золотий ювілей (алмаз)
«Золотий ювіле́й» (англ. Golden Jubilee) — жовто-гарячий алмаз масою 755,0 каратів знайдено у 1985 р. в копальні «Прем'єр» (ПАР). Найбільший у світі фасетований діамант — 545,67 каратів, що на 15,37 каратів більше від відомого «Куллінана-1».

Подаровано королю Таїланду Рамі ІХ в 1997 р. при святкуванні 50-ї річниці сходження на трон. Інкрустовано в імператорську корону країни.